# Felice Beato
Felice Beato, né à Venise en 1832 et mort à Florence en 1909, est un photographe italien et britannique.
Naturalisé citoyen britannique en 1850, il est un des premiers photographes à réaliser des clichés de l'Est asiatique et un des premiers photographes de guerre. Il est aussi réputé pour ses portraits et ses vues panoramiques de l'architecture et des paysages des régions asiatiques et méditerranéennes.
Felice Beato a voyagé dans de nombreux pays au cours de sa vie, et de ce fait, cela lui a offert l'occasion de créer des images expressives et d'exercer une influence importante en matière de photographie. Le public occidental, d'Europe et d'Amérique du Nord, a été particulièrement fasciné de découvrir des pays, des paysages, des peuples, des événements qui lui étaient alors inconnus. Il est ainsi un témoin privilégié de la révolte des cipayes (Inde, 1857-1858) ou de la Seconde guerre de l'opium (guerre opposant le Royaume-Uni, les États-Unis d'Amérique et la France à la dynastie Qing, 1856-1860) ; les photographies prises lors de ces événements constituent les prémices de ce qui sera appelé plus tard le photojournalisme.
Il a eu une forte influence sur les photographes qui lui ont succédé, particulièrement au Japon, où son œuvre a laissé une trace profonde et pérenne.

## Biographie

### Origines et identité
Les origines et l'identité de Felice Beato ont posé problème, mais les incertitudes entourant sa date et son lieu de naissance semblent maintenant s'être largement dissipées. Un certificat de décès découvert en 2009 montre en effet que Beato est né à Venise en 1832 et mort le 29 janvier 1909 à Florence. Le certificat de mort indique également qu'il était un sujet britannique et bachelier.
Selon la demande de permis de voyage qu'il établit en 1858, Beato était né en 1833 ou 1834 sur l'île de Corfou. Au moment de sa naissance, Corfou faisait partie du protectorat britannique des îles Ioniennes, ce qui aurait donc permis à Felice Beato d'obtenir la citoyenneté britannique. Corfou avait précédemment été une possession vénitienne, et ce fait permet d'expliquer les nombreuses références à Felice Beato comme à un « Italien » ou à un « Vénitien » membre de la communauté italienne de Corfou. Il est gardé trace du fait que la famille Beato est allée s'installer à Corfou au XVIIe siècle, et qu'elle était une des familles nobles vénitiennes qui ont gouverné l'île pendant la république de Venise.
De nombreuses photographies ont été retrouvées, signées des noms « Felice Antonio Beato » ou « Felice A. Beato ». Le problème étant qu'en suivant cette simple indication, on devrait s'attendre à ce que ce soit le travail d'une seule et même personne, ce qui en l'occurrence est compromis dans la mesure où l'on estime qu'à la même date, cette signature était apposée sur des photographies prises à des endroits aussi distants que l'Égypte et le Japon. Cette incongruité a été résolue par Italo Zannier qui a avancé la thèse que « Felice Antonio Beato » pourrait représenter en fait les deux frères Felice Beato et Antonio Beato, qui auraient pu partager la même signature,. Il est donc parfois difficile pour une photo donnée de savoir lequel des deux frères était réellement derrière l'objectif.

### Bassin méditerranéen, la Crimée et l'Inde

Intérieur de la Résidence (en anglais : Secundra Bagh) après le massacre de 2 000 rebelles par le d'infanterie écossais de l'armée royale et le 4e régiment du Punjab, 1858.

Pour ce qui est des premiers pas de Felice Beato dans le domaine de la photographie, il demeure quelques zones obscures, mais il est au moins certain qu'il acheta ses premiers objectifs photographiques à Paris en 1851. Il rencontra le photographe anglais James Robertson (1813-1888), probablement à Malte en 1850, et l'accompagna à Constantinople (l'actuelle ville d'Istanbul), en Turquie, en 1851. Robertson était graveur à l'hôtel de la Monnaie de l'Empire ottoman depuis 1843 avant de se lancer dans la photographie au cours des années 1840.
En 1853, Felice Beato et James Robertson s'associent et forment un partenariat nommé « Robertson & Beato », l'année même où Robertson ouvre un studio photographique à Beyoğlu (Pera), dans la banlieue de Constantinople (Istanbul).
James Robertson et Felice Beato ont été rejoints par Antonio, le frère de Felice, sur certaines expéditions photographiques : Malte en 1854 ou 1856 et la Grèce et Jérusalem en 1857. En effet, plusieurs photographies datées des années 1850 sont signées « Robertson, Beato and Co. » et on pense que le « and Co. » fait référence à Antonio Beato. À la fin de l'année 1854, ou au début de l'année 1855, James Robertson épousa la sœur des frères Beato, Leonilda Maria Matilda Beato. Ils eurent trois filles, Catherine Grace (née en 1856), Edith Marcon Vergence (née en 1859) et Helen Beatruc (née en 1861).
En 1855, Felice Beato et Robertson se rendirent à Balaclava, en Crimée, où ils couvrirent la guerre de Crimée à la suite du départ de Roger Fenton. Ils photographièrent la chute de Sébastopol en septembre 1855,. Henri Rieunier demandera à James Robertson, en 1855, de prendre pour son compte quelques photographies de Sébastopol qui sont intitulées, notamment : Bastion du mât opposé à la batterie n° 16 où j'étais, ainsi que des photos panoramiques : Sébastopol après la prise septembre 1855.
En février 1858, Felice Beato arriva à Calcutta et commença à voyager à travers toute l'Inde du nord pour fixer sur la pellicule les conséquences de la Révolte des Cipayes de 1857. Pendant ce travail, il réalisa ce qui est peut-être les premières images photographiques de cadavres jamais prises. On pense que, pour au moins une des photos qu'il prit au palais de Secundra Bagh à Lucknow, il fit déterrer ou tout au moins redisposer les restes des squelettes des rebelles indiens, pour renforcer l'impact dramatique de la photographie,.
Il se rendit également dans les villes de Delhi, Cawnpore, Meerut, Benares, Amritsar, Âgrâ, Simla et Lahore.
Beato fut rejoint en juillet 1858 par son frère, Antonio, qui quitta l'Inde plus tard, probablement pour raisons de santé, en décembre 1859. Antonio finit par arriver en Égypte en 1860, où il établit un studio photographique à Thèbes en 1862.

### Chine
En 1860, Felice Beato quitte le partenariat Robertson & Beato qui cesse de facto, bien que James Robertson ait utilisé cette signature jusqu'en 1867. Beato est envoyé en Inde pour couvrir l'expédition franco-britannique en Chine dans ce qui fut appelé la « seconde guerre de l'opium ». Il arrive à Hong Kong en mars et commence immédiatement à prendre en photo la ville et ses environs, jusqu'à Canton. Ces photographies sont parmi les premières qui furent prises en Chine.
Pendant qu'il était à Hong Kong, Beato rencontra Charles Wirgman, un artiste, correspondant du journal The Illustrated London News. Ils accompagnèrent tous deux les forces franco-anglaises qui se dirigeaient vers le nord en direction de la baie de Dalian, puis de Pehtang et des forts de Taku, à l'embouchure du Peiho, continuant ensuite jusqu'à Pékin et le Palais d'été, Qīngyī yuán, qui se trouve à proximité. Les illustrations de Wirgman (et de quelques autres avec lui) qui parurent dans le Illustrated London News proviennent souvent des photographies prises en chemin par Beato.

#### Forts de Taku

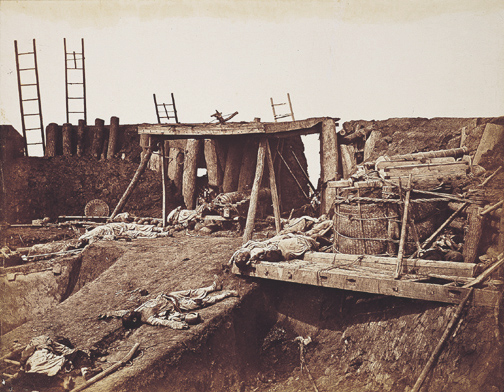
Intérieur du fort de Taku immédiatement après la capture, le 21 août 1860.

Les photographies prises par Beato de la Seconde guerre de l'opium sont les premières que l'on ait prises d'une campagne militaire alors même qu'elle se déroulait, au travers d'une succession d'images datées et reliées entre elles. Ses photographies des forts de Taku témoignent de cette approche, certes à une échelle réduite, réalisant ainsi un compte-rendu photographique d'une bataille. Cette série d'images montre la marche d'approche vers les forts, les effets du bombardement sur les murs extérieurs et les fortifications, et enfin, la dévastation régnant à l'intérieur des forts, y compris les cadavres de soldats chinois. De façon fort intéressante, les photographies ne furent pas prises dans cet ordre, car il fallut tout d'abord photographier les cadavres des soldats chinois, avant qu'ils ne soient enlevés ; ce n'est qu'à ce moment que Beato eut toute latitude pour photographier les autres vues de l'extérieur et de l'intérieur des forts. Dans les albums de l'époque, ces photographies sont disposées de telle façon qu'elles recréent le déroulement de la bataille,.

Les images prises par Beato des Chinois morts - car il ne prit jamais de photos de morts français ou anglais - et sa manière de les réaliser sont particulièrement révélatrices de sa conception idéologique du photojournalisme. Le docteur David F. Rennie, un membre de l'expédition, nota dans ses mémoires de campagne : 

« Je marchais le long des remparts sur le côté ouest. Ils étaient jonchés de cadavres ; dans l'angle nord-est, quelque treize d'entre eux gisaient là, formant un groupe autour d'un canon. Signor Beato était là, fort excité, disant de ce groupe qu'il le trouvait « beau », et suppliant que l'on se garde d'y toucher avant qu'il ne l'ait immortalisé avec son matériel photographique, ce qui fut fait quelques minutes plus tard. »

Les photographies qui en résultent sont une puissante mise en image du triomphe militaire et de la puissance impérialiste de la Grande-Bretagne, tout particulièrement pour les acheteurs de ses images, soldats britanniques, administrateurs coloniaux, marchands et touristes. De retour en Grande-Bretagne, les images de Beato furent utilisées pour justifier les guerres de l'opium (ainsi que d'autres guerres coloniales), et elles ouvrirent l'esprit du public aux cultures qui existaient en Extrême-Orient.

#### Palais d'été de Pékin

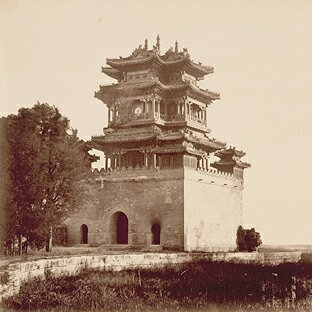
Tour du Dieu de la Littérature, Palais d'Été, Pékin.

À une quinzaine de kilomètres au nord-ouest de Pékin, Beato prit des photographies du Palais d'été, le Qīngyī  yuán (清漪园, le « jardin des claires ondulations » (sur l'eau)), qui était un jardin privé de l'empereur de Chine. Quelques-unes de ces photographies, prises entre le 6 et le 18 octobre 1860, sont des images hallucinantes et uniques des bâtiments incendiés par les forces franco-anglaises, les 18 et 19 octobre, en représailles contre l'empereur à la suite de la torture et de la mort de quelque vingt personnes faisant partie d'une délégation diplomatique alliée. Parmi les dernières photographies que Beato prit en Chine à cette époque se trouvent des portraits de Lord Elgin, arrivé à Pékin pour signer la convention de Pékin, et du prince Gong (en), qui la signa au nom de l'empereur Xianfeng.
Beato est de retour en Angleterre en novembre 1861, et pendant cet hiver, il vendit quatre cents de ses photographies d'Inde et de Chine à Henry Hering, photographique portraitiste de Londres. Hering les fit dupliquer, puis les revendit. Lorsqu'elles furent mises en vente pour la première fois, chaque photographie était vendue au prix de 7 shillings, cependant que le prix de la série complète de l'Inde était fixé à 54 livres sterling et 8 shillings, et que le prix de la série complète de la Chine était fixé à 37 livres et 8 shillings. La comparaison avec le revenu moyen d'une personne, en Angleterre et au pays de Galles, qui se montait à 32 livres par an en 1867 permet de mettre en perspective le prix des photographies de Beato.

### Japon

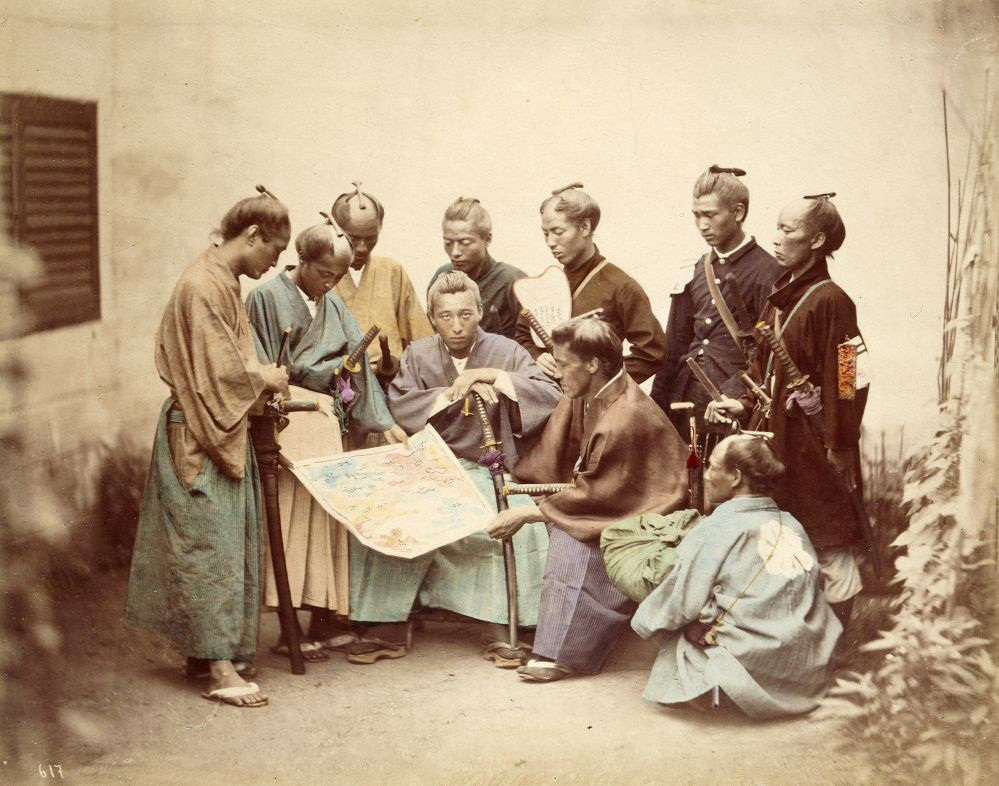
Samouraïs du clan Satsuma durant la guerre de Boshin (1868-1869).

En 1863, Felice Beato se rend à Yokohama au Japon et y rejoint Charles Wirgam qui était déjà sur place depuis 1861. Les deux forment ensemble un partenariat nommé Beato & Wirgman, Artists and Photographers (Beato et Wirgman, artistes et photographes), qui durera de 1864 à 1867. Charles Wirgman produit à nouveau des illustrations dérivées des photographies de Felice Beato, tandis que celui-ci photographie certaines esquisses ou autres travaux de Wirgman. Les photographies de Beato sont axées sur des portraits, des paysages, des vues urbaines et il produit également des séries sur les lieux rencontrés sur la route du Tōkaidō, les dernières séries rappelant fortement certaines estampes réalisées par Hiroshige ou Hokusai. Il convient de noter que ces photographies ont été réalisées alors même que le shogunat restreignait l'accès du Japon aux étrangers, et elles constituent donc à ce titre un rare témoignage photographique de ce que fut la période Edo au Japon.
Beato se montre très actif pendant son séjour au Japon. En septembre 1864, il est photographe officiel lors de l'expédition militaire de Shimonoseki. L'année suivante, il réalise un certain nombre de photographies datées de Nagasaki et de ses environs. À partir de  1866, il est souvent mis en scène de façon satirique dans le journal Japan Punch, dont Wirgman est le fondateur et l'éditeur. Lors de l'incendie d'octobre 1866 qui détruit une grande partie de Yokohama, Beato perd son studio et ses négatifs ; il passe les deux années suivantes à travailler avec énergie pour remplacer les documents perdus. Le résultat est la réalisation de deux volumes de photographies ; le premier, Native types (« Types indigènes »), contient 100 portraits et photographies de la vie quotidienne, le second, Views of Japan (« Vues du Japon »), contient 98 paysages montrant des campagnes comme des villes. Beaucoup de ces photographies sont colorées à la main, un procédé par laquelle Beato, dans son studio, applique à la photographie européenne les techniques raffinés des coloristes et des imprimeurs d'estampe japonais.
De 1869 à 1877, Beato, qui n'est désormais plus associé à Wirgman, gère son propre studio à Yokohama, appelé F. Beato & C°, photographes ; il a avec lui un assistant nommé H. Woolett, ainsi que quatre photographes japonais et quatre artistes japonais. Kusakabe Kimbei était probablement l'un des assistants-artistes de Beato avant de devenir lui-même un photographe indépendant. Beato fit des photographies avec Ueno Hikoma et quelques autres, et apprit peut-être la photographie au baron Raimund von Stillfried.
En 1871, Beato eut le rôle de photographe officiel auprès de l'expédition navale américaine en Corée menée par l'amiral Rodgers. Les images qu'en rapporta Beato constituent les toutes premières photographies confirmées de ce pays et de ses habitants. Pendant qu'il était au Japon, Beato ne se limita pas à ses activités liées à la photographie, mais se lança également dans un certain nombre d'entreprises. Il posséda ainsi des terrains et plusieurs studios, fut consultant immobilier, détint une part du capital du Grand Hôtel de Yokohama, et fut négociant de tapis importés et de sacs pour les dames, entre autres choses. Il eut également quelques démêlés devant les tribunaux, apparaissant tantôt en qualité de partie civile, d'accusé, et de témoin. Le 6 août 1873, Beato fut nommé consul général de Grèce au Japon, ce qui va dans le sens de sa naissance présumée à Corfou. En 1877, Beato vendit l'essentiel de son stock à la firme Stillfried & Andersen, qui vint alors s'installer dans son studio. Puis Stillfried & Andersen vendirent à leur tour le stock à Adolfo Farsari en 1885. À la suite de la vente à Stillfried & Andersen, Beato cessa apparemment d'exercer toute activité photographique pendant quelques années, se concentrant sur son activité parallèle de spéculateur financier et de négociant. Le 29 novembre 1884, Beato quitta le Japon, pour toucher finalement terre à Port-Saïd, en Égypte. On rapporta dans un journal japonais qu'il avait perdu tout ce qu'il avait sur le marché de l'argent de Yokohama.

### Dernières années

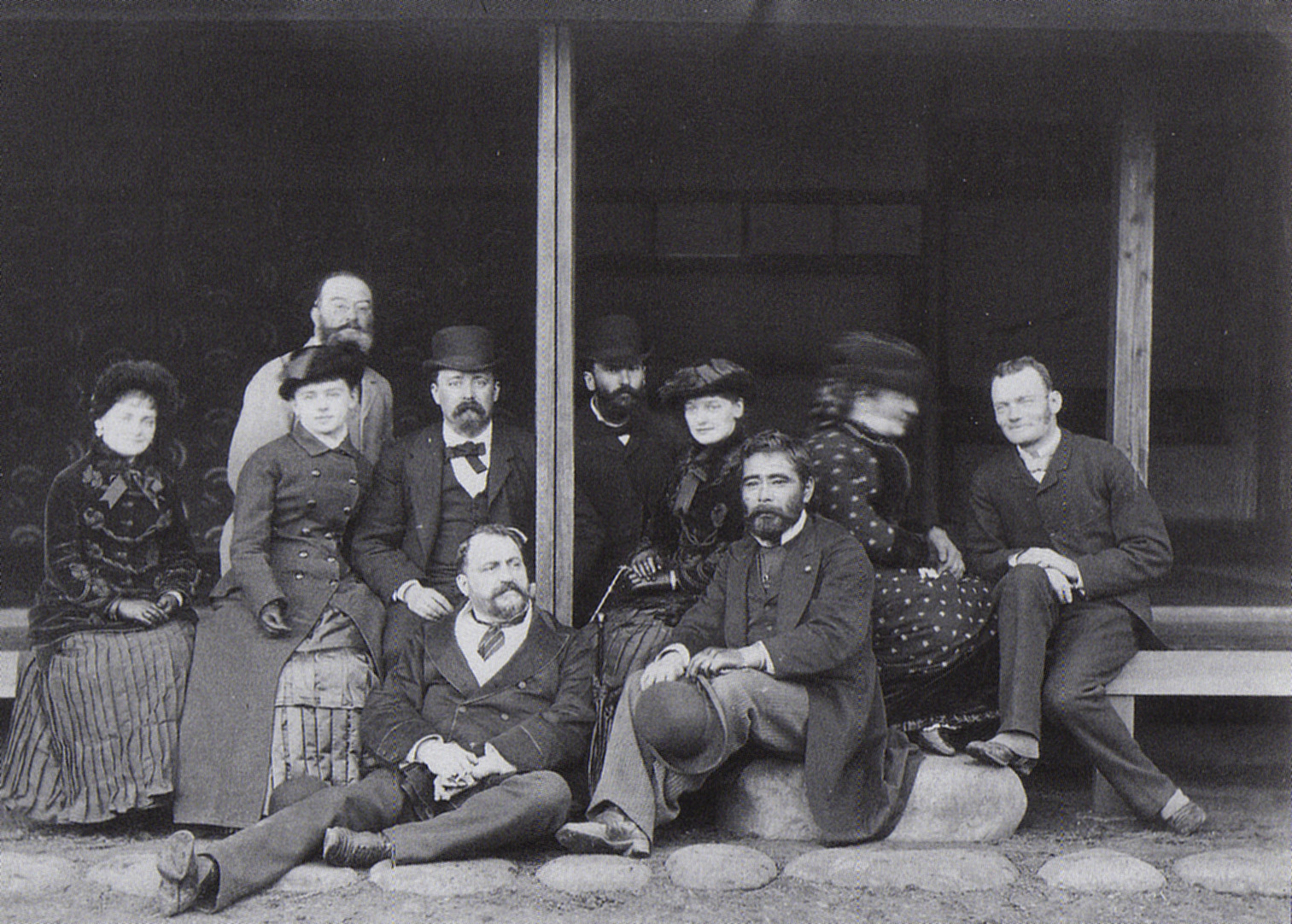
Felice Beato et Saigō Tsugumichi au premier plan, avec des amis ; photographie de Hugues Krafft, 1882.

De 1884 à 1885, Beato fut le photographe officiel des forces expéditionnaires conduite par le baron (et plus tard vicomte) G. J. Wolseley pour porter assistance au général Charles Gordon à Khartoum (Soudan). On n'a pas connaissance qu'une quelconque des photographies prises par Beato au Soudan ait survécu.
De retour pour un court séjour en Angleterre, Beato tint en 1886 une conférence à la London and Provincial Photographic Society sur les techniques photographiques. Mais dès 1888, il était de nouveau en Asie pour y prendre des photographies, cette fois-ci en Birmanie, où il exploita un studio photographique (appelé The Photographic Studio, « Le Studio photographique ») ; il avait par ailleurs une boutique de meubles et de curiosités à Mandalay, avec un bureau à Rangoon. Des exemplaires de son catalogue de vente par correspondance - illustré des propres photos de Beato pour présenter la marchandise en vente - se trouve au moins dans deux collections photographiques.
Ce que l'on sait de ses dernières années est aussi fragmentaire que la connaissance de ses premières années ; que Beato ait ou non travaillé après 1899, il reste qu'en janvier 1907 sa société, F. Beato Limited, est mise en liquidation, et l'on présume qu'il mourut peu de temps après.

## Photographie
Dans la seconde moitié du XIXe siècle, la photographie était souvent marquée par les limites de sa technologie ; cependant, Felice Beato réussit à travailler avec succès dans les limites de la technique, et même à les transcender. Il produisit essentiellement des épreuves sur papier enduit de blanc d'œuf et de nitrate d'argent, à partir de négatifs sur plaques de verre au collodion humide. Au-delà de toute considération esthétique, la longueur des temps d'exposition nécessités par ce procédé a dû constituer pour Beato une incitation supplémentaire à cadrer et à placer avec le plus grand soin les sujets de ses photographies. À côté de son activité de portraitiste, il disposait souvent les personnages locaux pour mettre en valeur les sujets architecturaux ou topographiques présents dans ses images ; cependant, les personnages (ou tout objet en déplacement) sont parfois rendus avec un certain flou, ou même, disparaissent purement et simplement pendant les longues expositions. De tels flous dus aux mouvements du sujet sont fréquents dans la photographie du XIXe siècle.

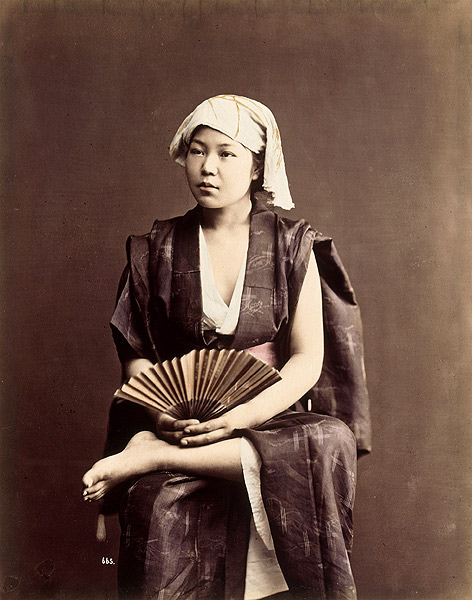
La Jeune femme assise à l'éventail, exemple d'une photographie parfois attribuée à Stillfried.

Beato, à l'instar d'autres photographes commerciaux du XIXe siècle, réalisait souvent des copies de ses propres photographies. Il épinglait alors l'original contre une surface fixe, pour le prendre en photo, produisant ainsi un second négatif de façon à pouvoir tirer un plus grand nombre d'épreuves. La trace des épingles utilisées pour fixer l'original est parfois visible sur ces copies. En dépit des limitations de cette méthode, telles que la perte de détail et la dégradation de certains autres aspects de l'image originale, ceci constituait une méthode à la fois efficace et économique pour dupliquer des photographies.
Beato fut un pionnier et un innovateur dans le domaine des techniques visant à colorier à la main les photographies, ou à obtenir des images panoramiques. Il se peut qu'il ait commencé le coloriage à la main des photographies à la suggestion de Wirgman ; il est possible également qu'il ait vu les photographies colorées à la main fait par des associés tels que Charles Parker et William Parke Andrew. Quelle qu'ait été sa source d'inspiration, les paysages coloriés de Beato sont délicats et visent à rester naturels ; quant à ses portraits, bien qu'ils soient coloriés de façon plus vive que les paysages, ils sont également excellents.
Outre les images en couleurs qu'il créa ainsi, Beato travailla pour parvenir à reproduire de très grands sujets d'une façon qui fasse ressentir leur immensité. Tout au long de sa carrière, le travail de Beato fut marqué par des panoramas spectaculaires, qu'il obtint en faisant plusieurs clichés contigus d'une scène, pour joindre ensuite les différentes épreuves qu'il en tirait, recréant ainsi la vue dans toute sa dimension. La version complète de son panorama de Pehtang comprend neuf photographies accolées de façon presque invisible, pour une longueur totale de plus de 2,50 mètres.
Si les signatures qu'il partageait avec son frère sont bien sûr une source de confusion pour l'attribution exacte des photographies à Felice Beato, on rencontre des difficultés additionnelles dans cette tâche. Quand Stillfried & Andersen ont racheté le stock de Beato, ils ont ensuite suivi la pratique, courante chez les photographes commerciaux du XIXe siècle, de revendre ces photographies sous leur propre nom. Stillfried & Andersen, ainsi que d'autres, ont également altéré les photographies de Beato en leur ajoutant des nombres, des noms, et d'autres inscriptions associés à leur société sur le négatif, sur l'épreuve, ou sur le cadre. Pour nombre d'images de Beato qui n'étaient pas coloriées, Stillfried & Andersen produisit des versions coloriées.
Tous ces facteurs se sont traduits par le fait que des photographies de Beato sont souvent attribuées - à tort - à Stillfried & Andersen. Heureusement, Beato a légendé beaucoup de ses photographies en écrivant au crayon ou à l'encre au dos de l'épreuve. Quand de telles photographies sont montées, les légendes sont souvent toujours visibles à travers l'image et peuvent être lues au moyen d'une glace. Au-delà de l'aide ainsi fournie pour identifier le sujet de l'image et parfois fournir une date pour la prise de vue, ces légendes fournissent un moyen pour identifier Felice Beato comme le véritable créateur de nombreuses images.

### Photographies

Photographies prises en Chine
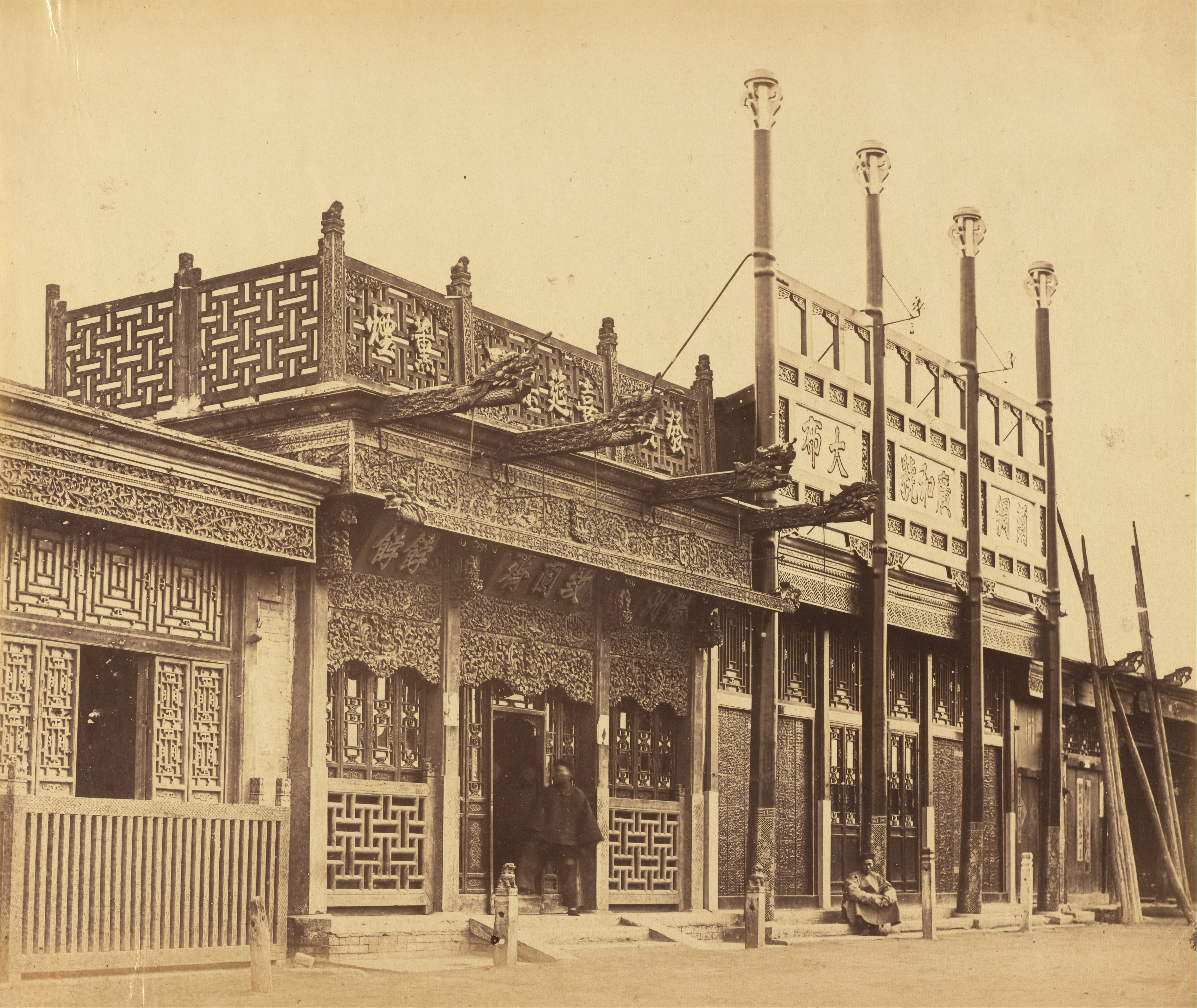
Rue et boutiques dans le quartier tartare de Pékin, 29 octobre 1860.
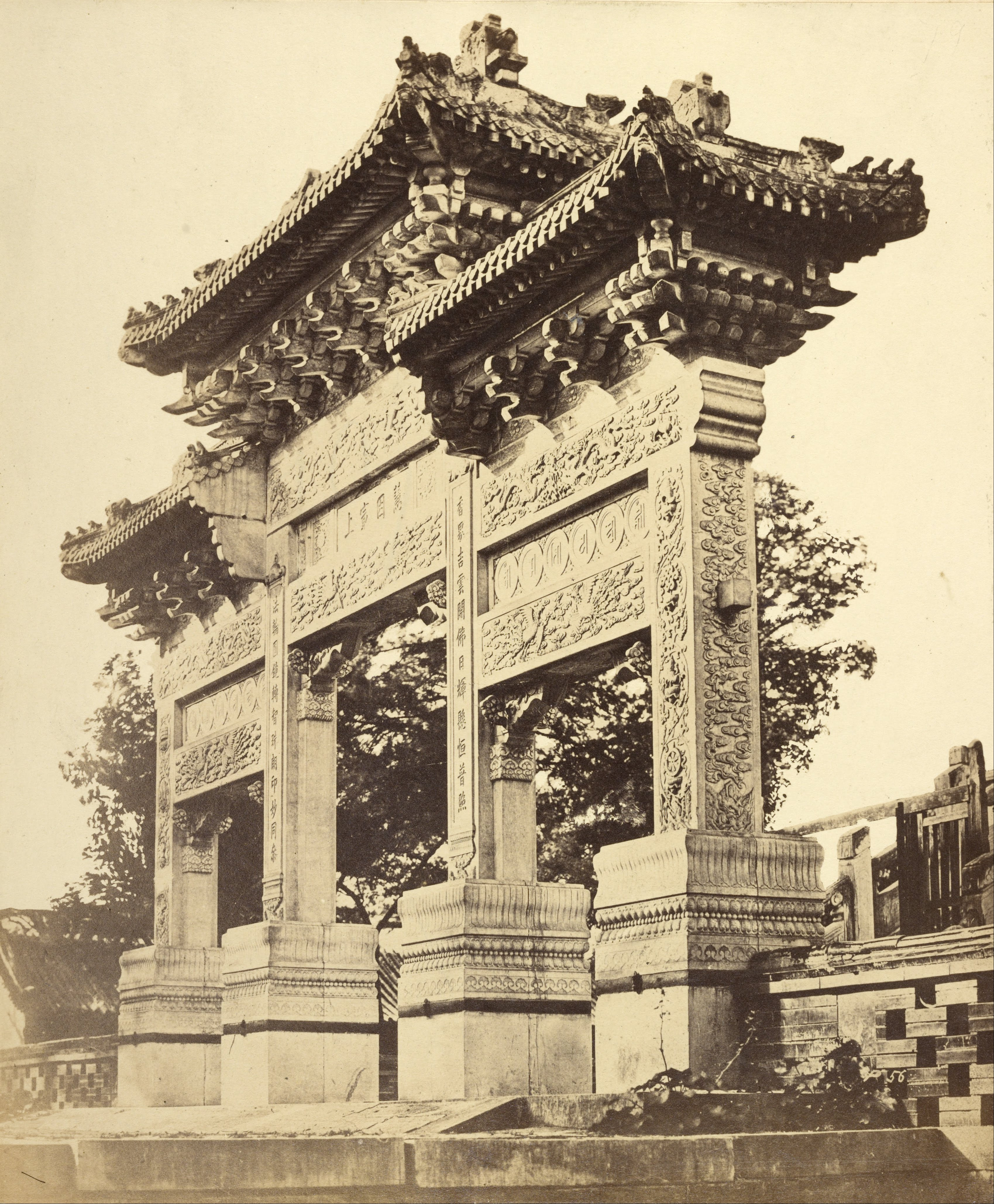
Arche du temple Lama près de Pékin, octobre 1860.
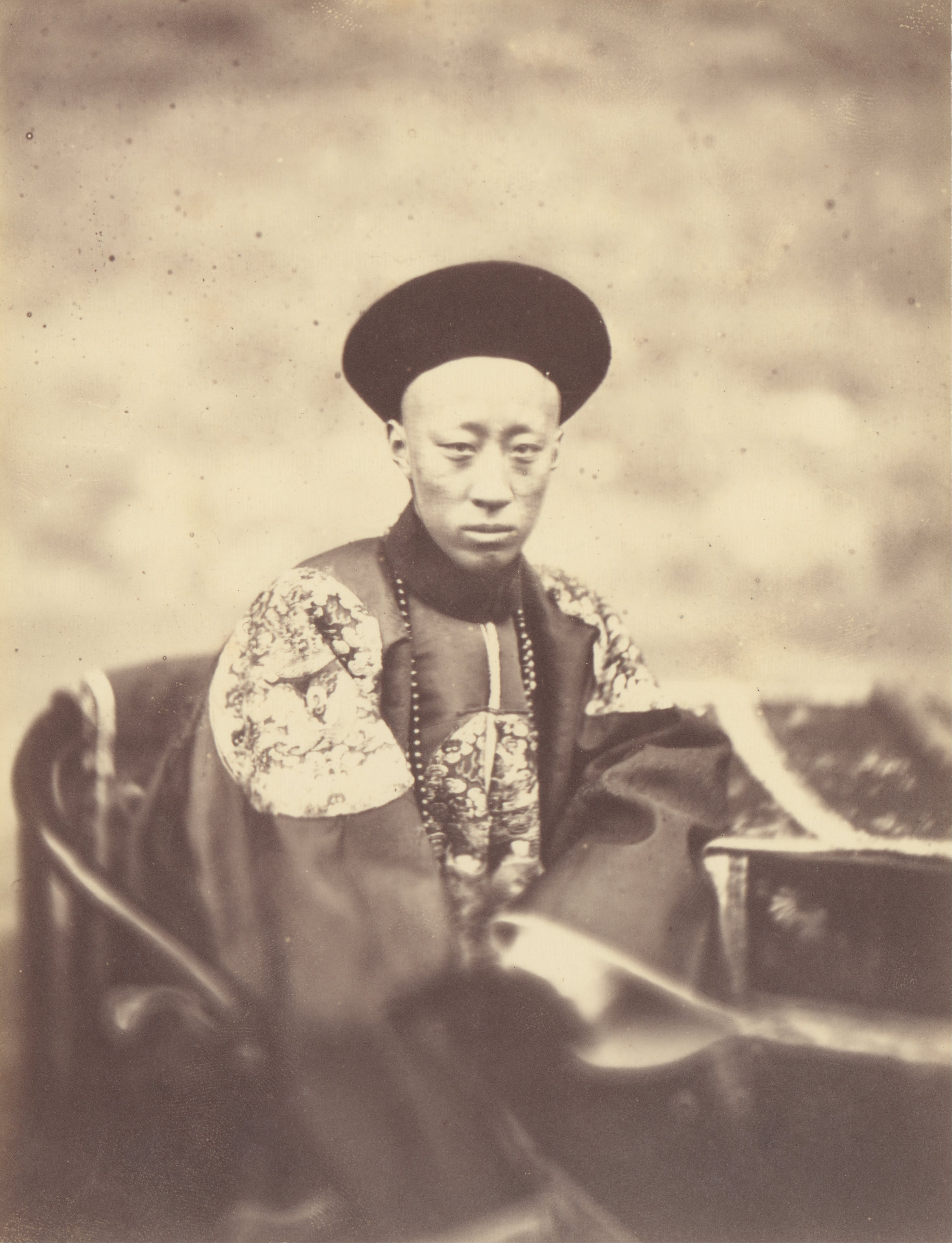
Yixin, prince Gong, frère de l'empereur de Chine Xianfeng, 1860.

Photographies prises au Japon, années 1860
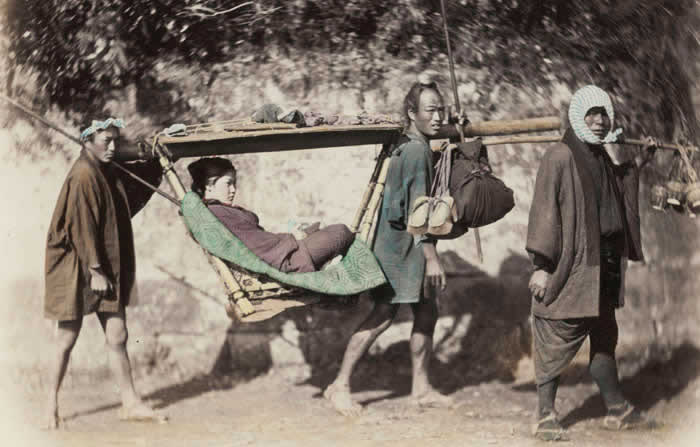
Palanquin (kago).
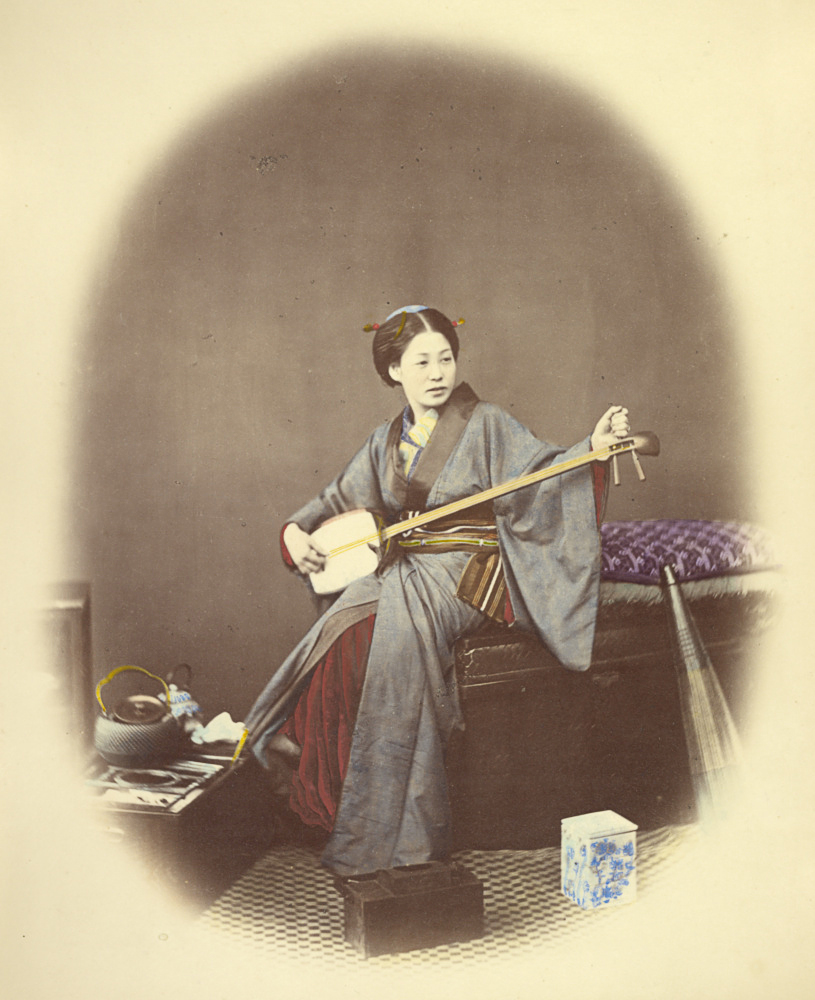
Jeune femme jouant du shamisen.
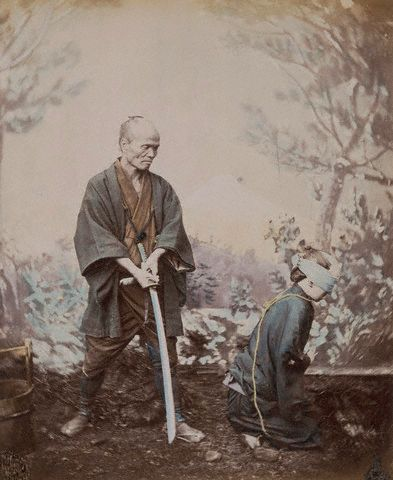
Exécution capitale.
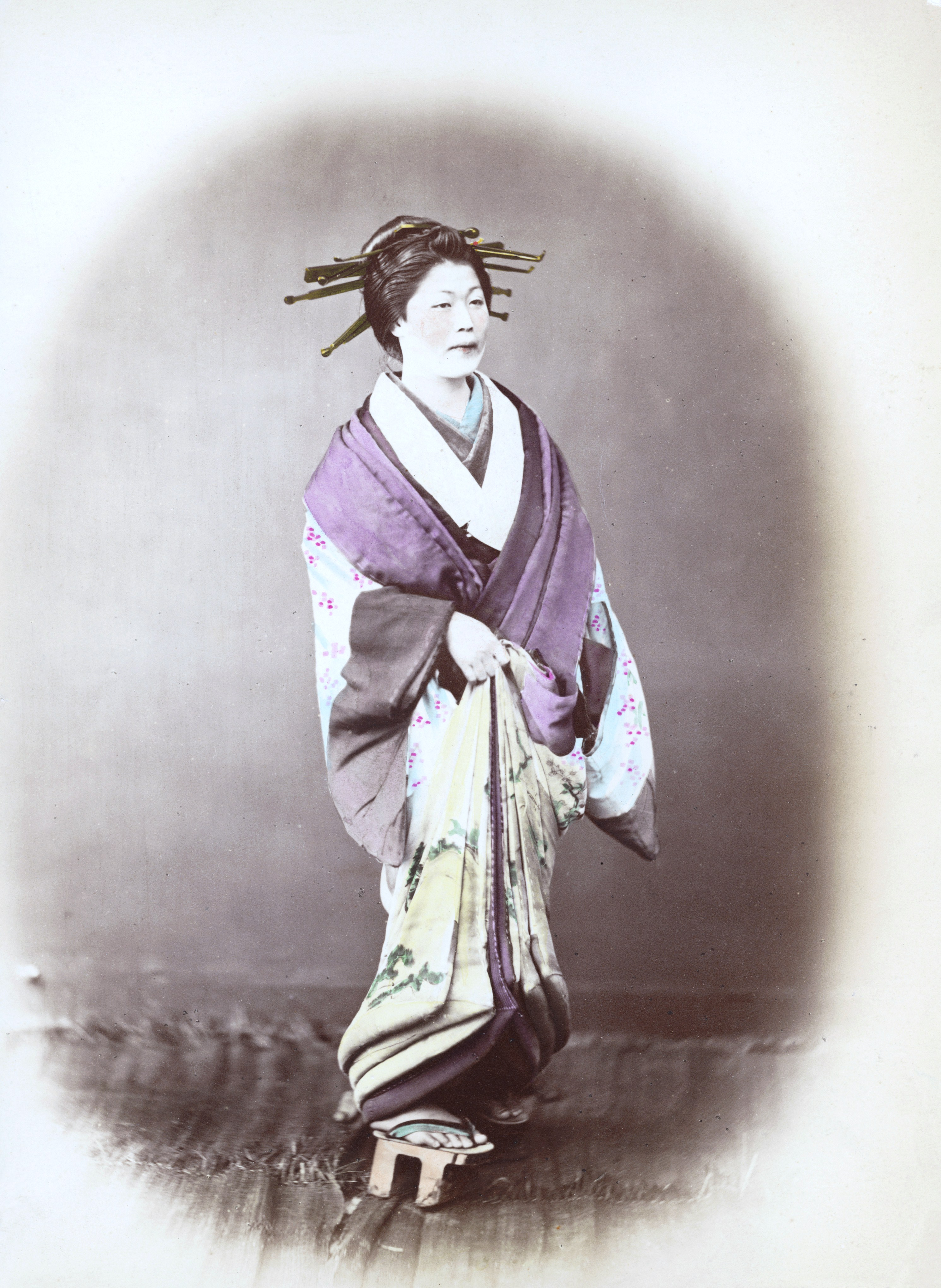
Courtisane.

Photographies de l'expédition de Corée
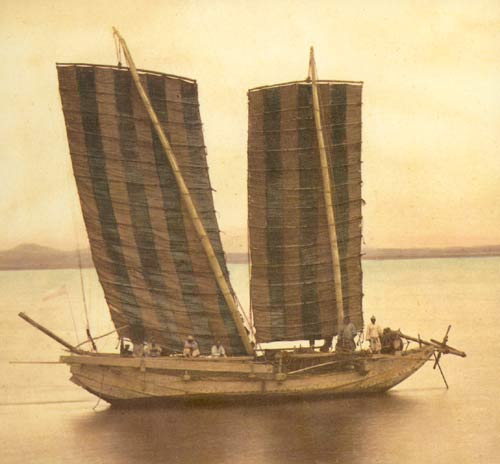
Jonque de pêche coréenne, mai 1871.
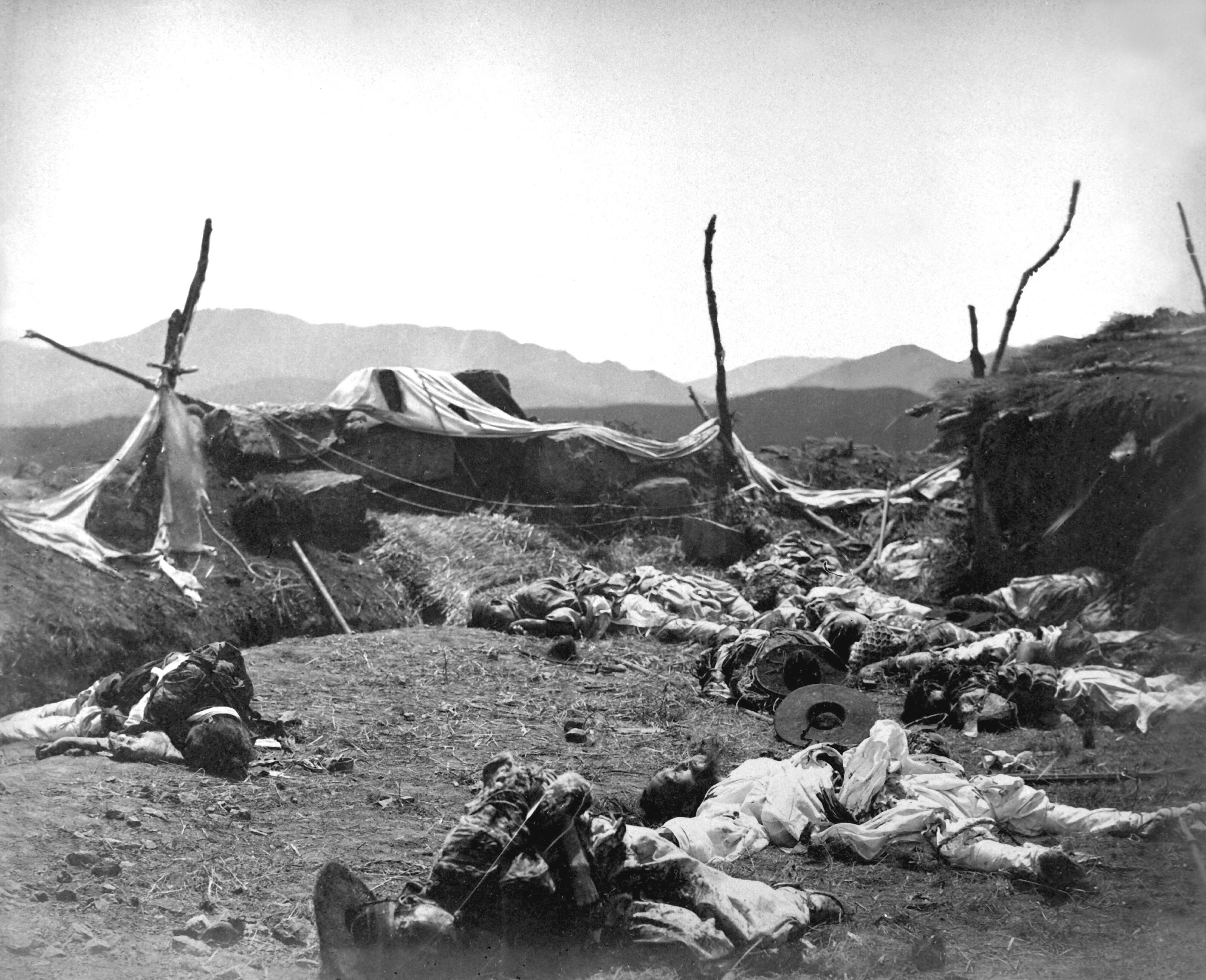
Intérieur du fort McKee, juin 1871.
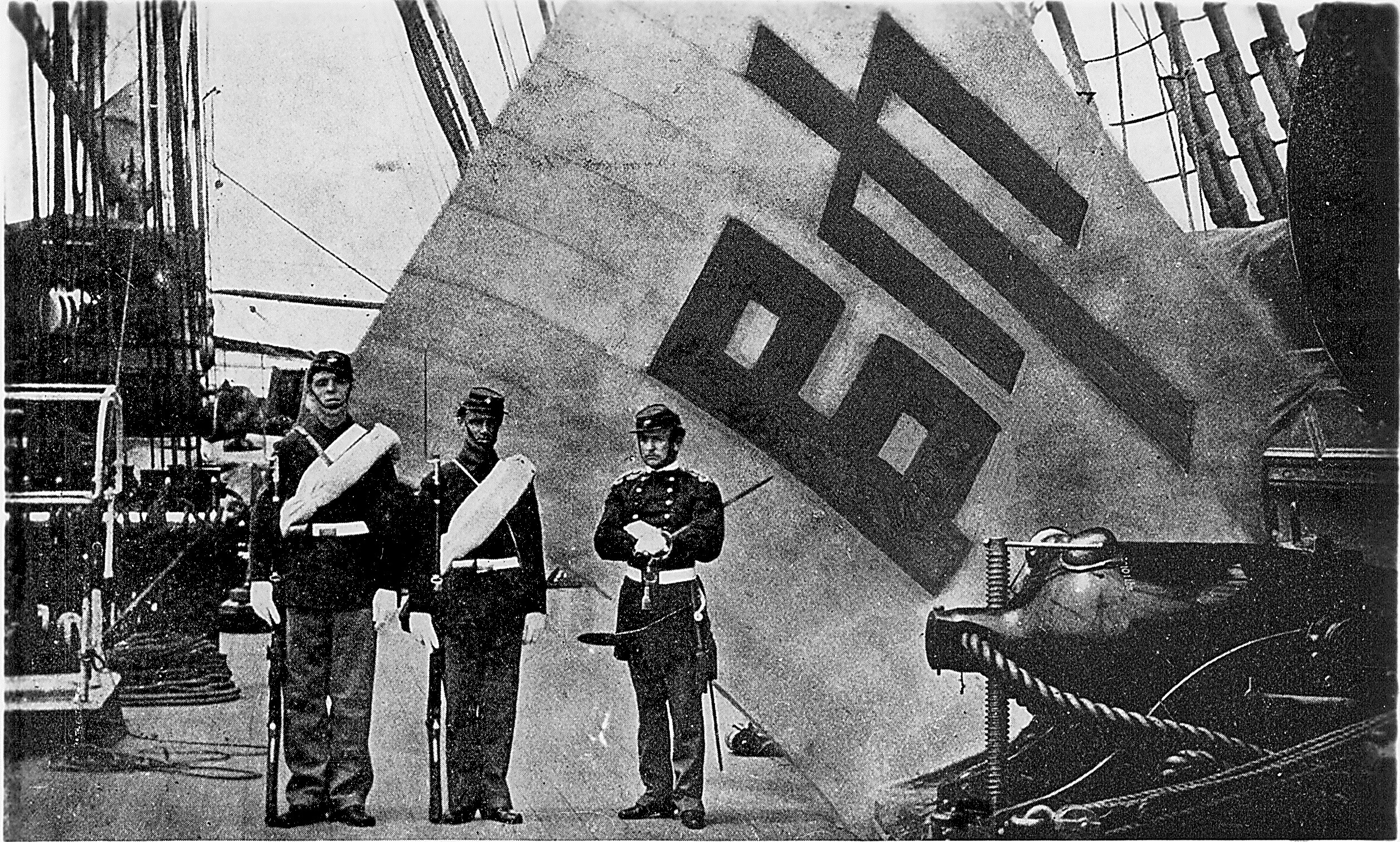
Photographie prise sur l'USS Colorado montrant le drapeau Sujagi, capturé à Fort McKee, juin 1871.

Photographies prises en Birmanie
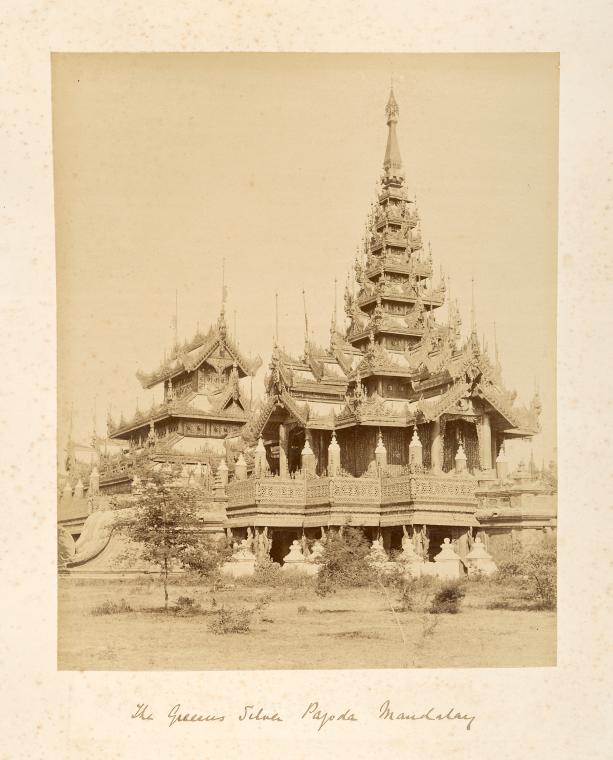
Pagode du monastère Hman Kyaung à Mandalay, vers 1889.
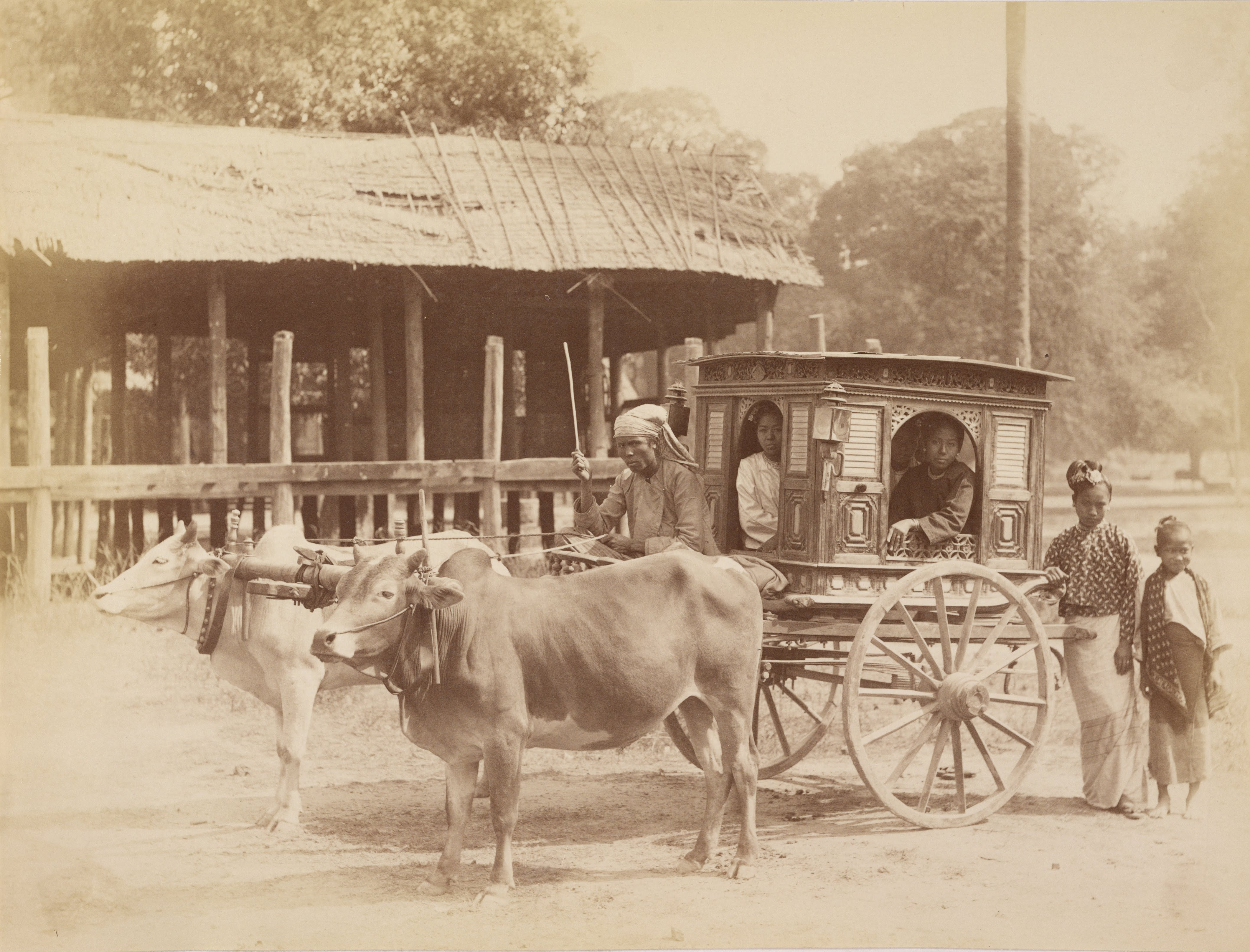
Voiture publique birmane, vers 1890.
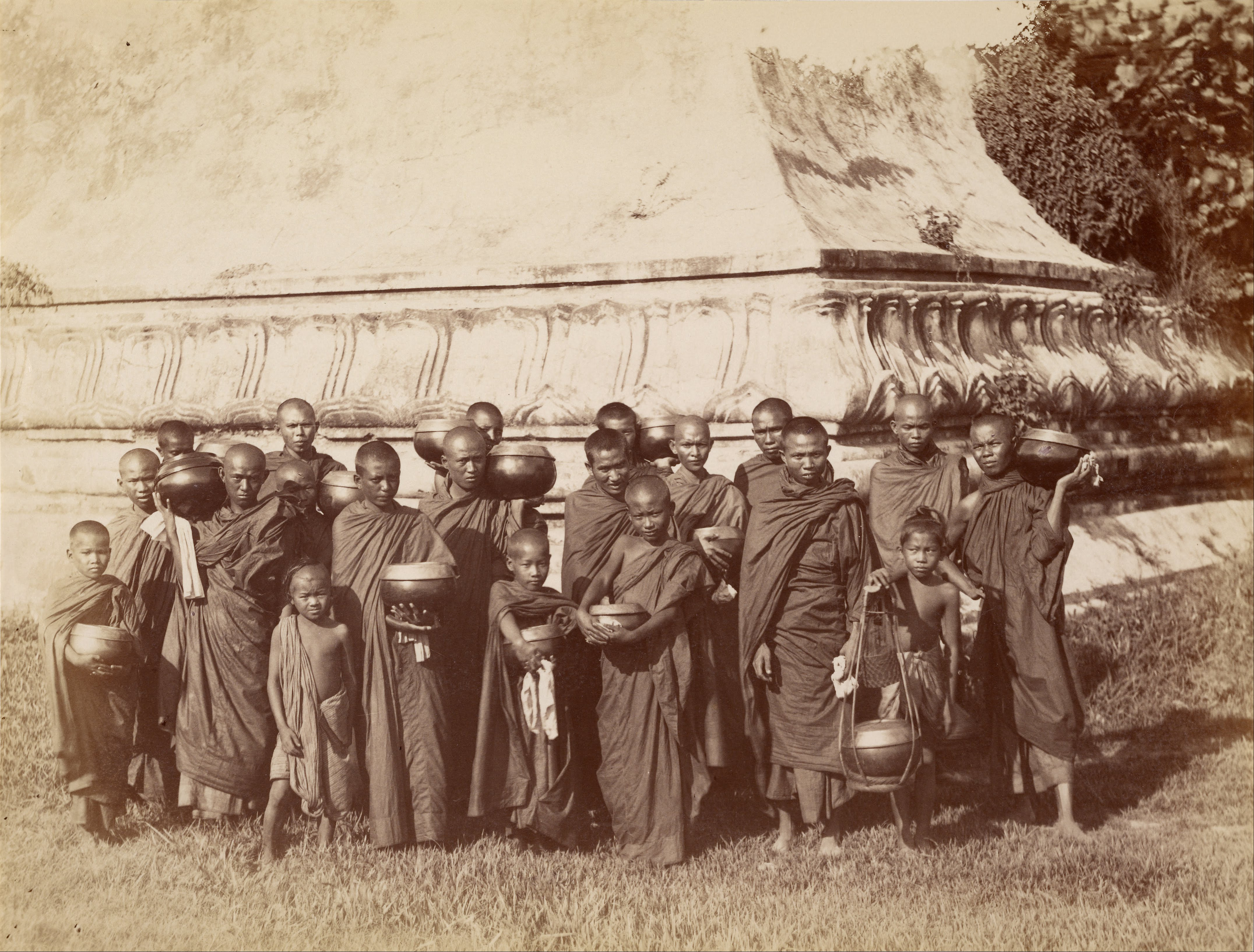
Prêtres birmans retournant à leur monastère après avoir mendié leur nourriture.

## Collections
- J. Paul Getty Museum, Los Angeles[19].
- Centre canadien d'architecture, Montréal[20].
- Metropolitan Museum of Art (The Met), New York[21].
- Museum of Modern Art (MoMA), New York[22].
- Musée Guimet, Paris[23].
- Musée d'Orsay, Paris[24].

## Expositions
- 7 juin - 6 juillet 1983 : Antonio e Felice Beato, Ikona Photo Gallery, Venise[25].
- 1er juin - 31 juillet 1994 :  Felice Beato et l'école de Yokohoma, Hôtel Salomon de Rothschild, Paris[26].
- mars - avril 1994 : Felice Beato et son atelier, Galerie municipale du Château d'eau, Toulouse[27].
- 1999 : Of battle and beauty : Felice Beato's photographs of China, Santa Barbara Museum of Art (en), Santa Barbara, Californie[13].

puis Boston University Art Gallery, Boston.
- 1er décembre 1995 - 4 mars 1996 : La leggenda di un impero : Felice Beato e la scuola fotografica di Yokohama alla scoperta del Giappone 1860-1900, Palazzo delle Esposizioni, Rome[28].
- 4 septembre 2004 - 16 janvier 2005 : Felice Beato en Chine : photographier la guerre en 1860, Musée d'histoire naturelle et d'ethnographie, Lille[29],[30].
- 16 septembre - 7 novembre 2010 : Memoires d'Egypte... da un Album fotografico del 1895 : fotografie di Beato, Bonfils, Lekegian, Reiser, Museo civico medievale, Bologne[31].
- 7 décembre 2010 - 4 avril 2011 : Felice Beato : a photographer on the Eastern road, J. Paul Getty Museum, Los Angeles[32],[33].
- 18 décembre 2011 - 1er avril 2012 : East zone. Antonio Beato, Felice Beato e Adolfo Farsari fotografi veneti attraverso l'Oriente dell'Ottocento, Villa Contarini, Piazzola sul Brenta[34].
- 24 janvier - 29 mars 2013 : Felice Beato. La Birmania nelle fotografie del Civico Archivio Fotografico di Milano, Château des Sforza, Milan[35].
- 26 septembre - 17 décembre 2023 : Felice Beato et le Japon. Photographies de la collection Cernuschi, Musée Cernuschi, Paris[36].